# 베이 올림픽 FC
베이 올림픽 FC(Bay Olympic Football Club)는 뉴질랜드 오클랜드에 있는 둔 축구단이다. 구단은 현재 노던 리그에 참가하고 있다.
구단은 NRFL 프리미어 리그에서 총 세 번 우승했다.

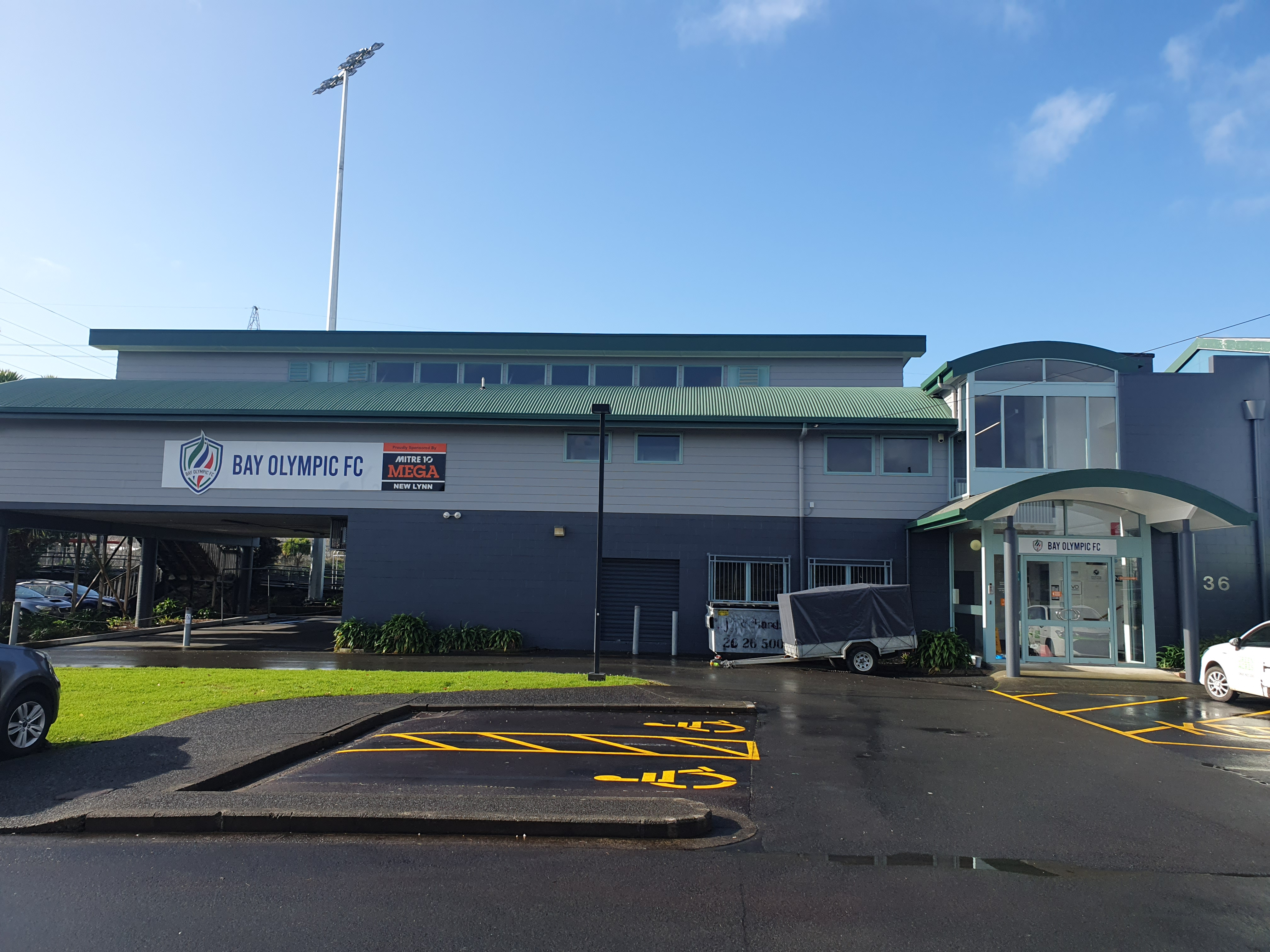
올림픽 파크 베이올림픽 경기장

## 역사
이 구단은 1998년 블록하우스 베이(1948년 설립)와 그린 베이-티티랑이 유나이티드(1973년 설립)의 합병으로 인하 설립되었다. 블록하우스 베이는 저명한 오클랜드에서 유명했던 팀으로 1970년 채텀 컵에서 우승을 기록했었다.
구단은 2011년 채텀 컵 준결승에 올랐고 2011년 NRFL 프리미어 리그에서도 우승했다.